# Vitry-lès-Nogent
Vitry-lès-Nogent é uma comuna francesa na região administrativa da Champanha-Ardenas, no departamento de Haute-Marne. Estende-se por uma área de 7,95 km². Em 2010 a comuna tinha 199 habitantes (densidade: 25 hab./km²).